# District de Mórahalom
Le district de Mórahalom (en hongrois : Mórahalmi járás) est un des 7 districts du comitat de Csongrád en Hongrie. Créé en 2013, il compte 29 928 habitants et rassemble 10 localités : 9 communes et une seule ville, Mórahalom, son chef-lieu.

## Localités
- Ásotthalom
- Bordány
- Forráskút
- Mórahalom
- Öttömös
- Pusztamérges
- Ruzsa
- Üllés
- Zákányszék
- Zsombó